# Кедрюк, Алексей Александрович
Алексей Александрович Кедрюк (род. 8 августа 1980, Алма-Ата, Казахская ССР) — казахстанский теннисист и теннисный тренер. Многократный чемпион Казахстана, чемпион Азии в парном разряде, рекордсмен сборной Казахстана по числу выступлений в Кубке Дэвиса.

## Игровая карьера
Алексей Кедрюк, уроженец Алма-Аты, начал играть в теннис уже к четырём годам на кортах местного спортивного клуба армии. Его тренерами в детстве были Венера Баширова и Лидия Максимова, но уже с 13 лет мальчик тренировался самостоятельно. В 1994 году он выиграл свой первый чемпионат Казахстана, а на следующий год впервые приглашён в сборную Казахстана на матчи Кубке Дэвиса.
С 1998 года Кедрюк выступал в ранге профессионала, не показывая, однако, в профессиональных теннисных циклах сильных результатов. Его высшими успехами были несколько побед в турнирах класса ATP Challenger в парном разряде, а высшей позицией в рейтинге — 123-я (также в парах, в одиночном разряде — 261-я). Однако он оставался постоянным игроком сборной Казахстана, сыграв за неё 100 встреч в 51 матче. В составе сборной Кедрюк выиграл 43 встречи из 60 в одиночном разряде и 23 из 40 в парах; его верность национальной сборной в 2013 году была отмечена специальной наградой ITF. В самом Казахстане Кедрюк неоднократно выигрывал национальное первенство и четырежды становился обладателем Кубка Президента. На чемпионатах Азии по теннису он пять раз завоёвывал чемпионский титул в парном разряде (в том числе в 2003 году с пакистанцем Куреши и в 2007 с узбекистанцем Муродом Иноятовым), а в одиночном выходил в финал.
На завершающем этапе игровой карьеры, во втором десятилетии XXI века, Кедрюк, окончивший в 2007 году юридический факультет Казахско-американского университета, занимался также тренерской работой с перспективными детьми, в дальнейшем начал сотрудничать со сборной Казахстана в качестве тренера. Среди воспитанников Кедрюка — игрок сборной Казахстана Тимур Хабибулин.

## Участие в финалах турниров ATP Challenger

### Парный разряд

#### Победы (6)
| №  | Дата            | Турнир              | Покрытие | Партнёр       | Соперники в финале                       | Счёт в финале    |
| -- | --------------- | ------------------- | -------- | ------------- | ---------------------------------------- | ---------------- |
| 1. | 17 августа 2003 | Бухара, Узбекистан  | Хард     | Вадим Куценко | Мирко Пехар Жан-Жюльен Ройер             | 6-4, 7-64        |
| 2. | 8 августа 2004  | Саранск, Россия     | Грунт    | Вадим Куценко | Кирилл Иванов-Смоленский Андрей Столяров | 6-1, 3-6, 6-4    |
| 3. | 28 августа 2005 | Бухара (2)          | Хард     | Орест Терещук | Рохан Бопанна Им Кхю Тхэ                 | 5-7, 6-4, 6-1    |
| 4. | 23 июля 2006    | Стамбул, Турция     | Хард     | Орест Терещук | Мартейн ван Хастерен Яспер Смит          | 1-6, 7-5, [10-8] |
| 5. | 6 августа 2006  | Саранск (2)         | Грунт    | Орест Терещук | Декель Вальцер Робин Хасе                | 6-4, 5-7, [10-5] |
| 6. | 24 мая 2009     | Фергана, Узбекистан | Хард     | Павел Чехов   | Пьер-Людовик Дюкло Айсам-уль-Хак Куреши  | 4-6, 6-3, [10-5] |

#### Поражения (14)
| №   | Дата            | Турнир                | Покрытие | Партнёр             | Соперники в финале                  | Счёт в финале       |
| --- | --------------- | --------------------- | -------- | ------------------- | ----------------------------------- | ------------------- |
| 1.  | 7 октября 2001  | Бухара, Узбекистан    | Хард     | Александр Швец      | Рогир Вассен Айсам-уль-Хак Куреши   | 2-6, 4-6            |
| 2.  | 18 мая 2003     | Фергана, Узбекистан   | Хард     | Орест Терещук       | Джастин Боуэр Айсам-уль-Хак Куреши  | 6-3, 6-7, 4-6       |
| 3.  | 21 августа 2005 | Самарканд, Узбекистан | Хард     | Орест Терещук       | Петар Попович Иван Черович          | 3-6, 0-6            |
| 4.  | 1 января 2006   | Доха, Катар           | Хард     | Орест Терещук       | Лукаш Кубот Оливер Марах            | 4-6, 1-6            |
| 5.  | 21 мая 2006     | Фергана (2)           | Хард     | Орест Терещук       | Санчай Ративатана Сончат Ративатана | 7-67, 6-73, [12-14] |
| 6.  | 30 июля 2006    | Тольятти, Россия      | Хард     | Орест Терещук       | Урос Вико Александр Пейя            | 4-6, 4-6            |
| 7.  | 24 июня 2007    | Алма-Ата, Казахстан   | Грунт    | Александр Кудрявцев | Иван Додиг Камил Чапкович           | 4-6, 6-3, [7-10]    |
| 8.  | 8 июля 2007     | Алма-Ата              | Грунт    | Александр Кудрявцев | Теодор-Дачан Крэчун Флорин Мерджа   | 2-6, 1-6            |
| 9.  | 5 августа 2007  | Саранск, Россия       | Грунт    | Урос Вико           | Бой Вестерхоф Антал ван дер Дёйм    | 6-2, 6-73, [9-11]   |
| 10. | 26 июля 2009    | Пенза, Россия         | Хард     | Денис Мацукевич     | Михаил Елгин Александр Кудрявцев    | 6-4, 3-6, [6-10]    |
| 11. | 2 августа 2009  | Саранск (2)           | Грунт    | Денис Мацукевич     | Михаил Елгин Евгений Кириллов       | 2-6, 1-6            |
| 12. | 30 августа 2009 | Алма-Ата              | Хард     | Пьер-Людовик Дюкло  | Денис Молчанов Ян Цунхуа            | 6-4, 6-75, [9-11]   |
| 13. | 22 ноября 2009  | Иокогама, Япония      | Хард     | Дзюнн Мицухаси      | И Чухуань Ян Цунхуа                 | 7-69, 3-6, [10-12]  |
| 14. | 29 ноября 2009  | Токио, Япония         | Ковёр(i) | Дзюнн Мицухаси      | Александр Кудрявцев Андис Юшка      | 4-6, 6-76           |